# Clethra kaipoensis
Clethra kaipoensis är en tvåhjärtbladig växtart som beskrevs av H. Lév. Clethra kaipoensis ingår i släktet Clethra och familjen Clethraceae. Inga underarter finns listade i Catalogue of Life.